# Täckeråker, Österhaninge

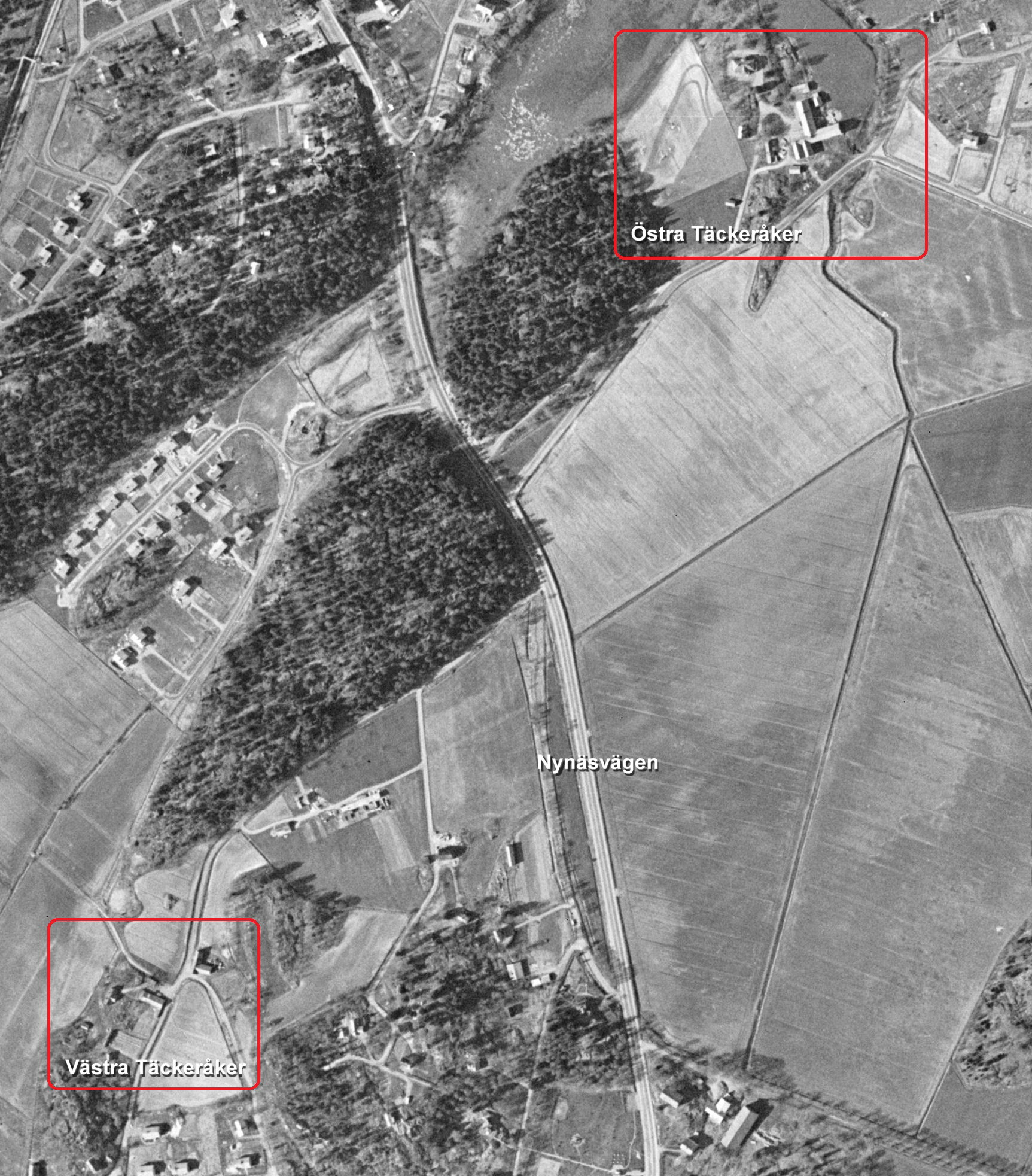
Östra och Västra Täckeråker inom röd ram på ett flygfotografi från 1960.

Täckeråker var en gård bestående av Östra och Västra Täckeråker som fanns sedan 1400-talet i Österhaninge socken, nuvarande Haninge kommun. Stora delar av Handens och Vegas moderna bebyggelse uppfördes på Täckeråkers marker. Västra Täckeråker revs 1980, medan Östra Täckeråker gård ännu finns kvar om än i förändrad form. Idag påminner, förutom Östra Täckeråker, några fastighetsbeteckningar och vägnamn om den tidigare egendomen.

## Historik

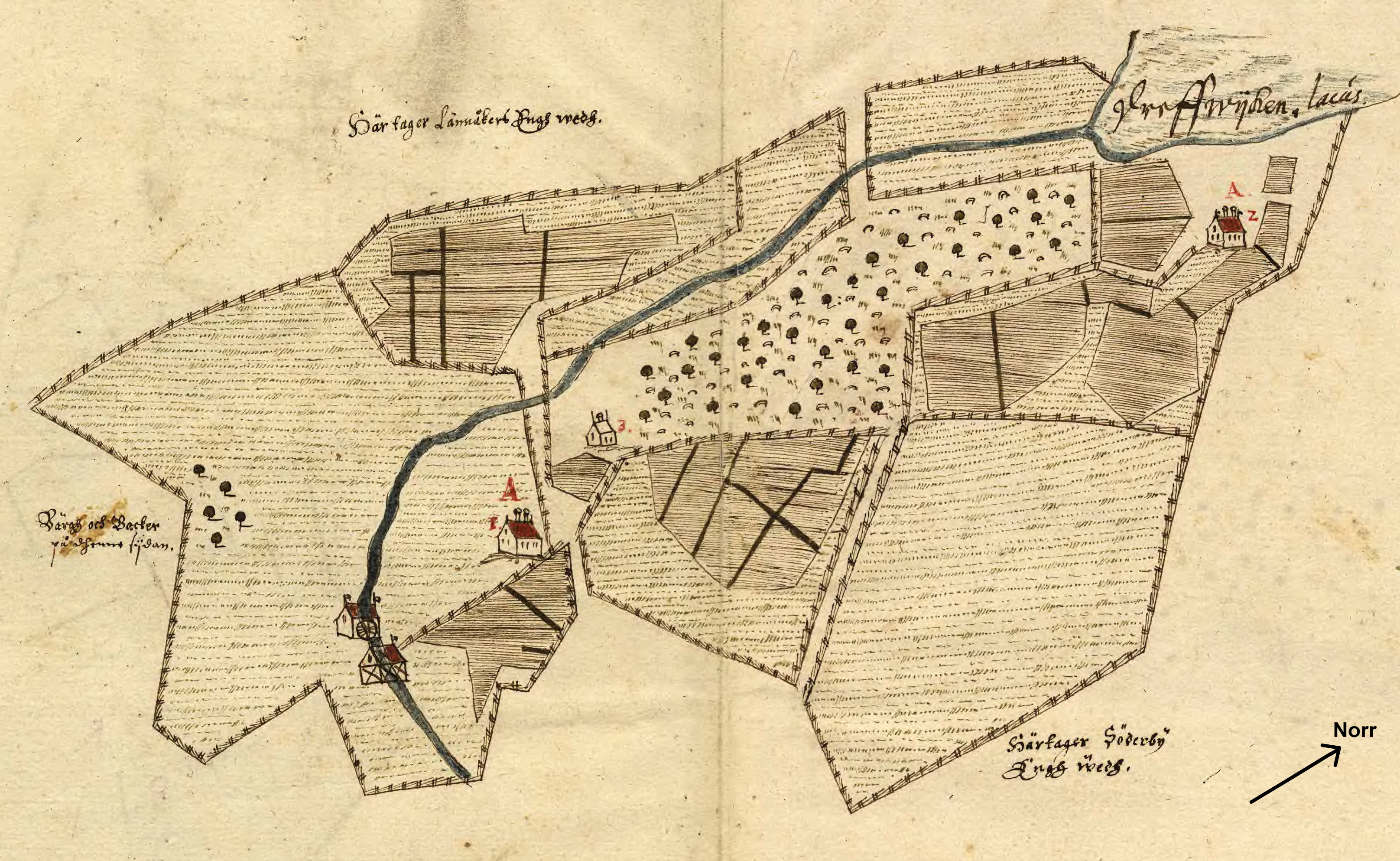
Östra (A2), Västra Täckeråker (A1) och utjord (3) samt Täckeråkers kvarn 1638.

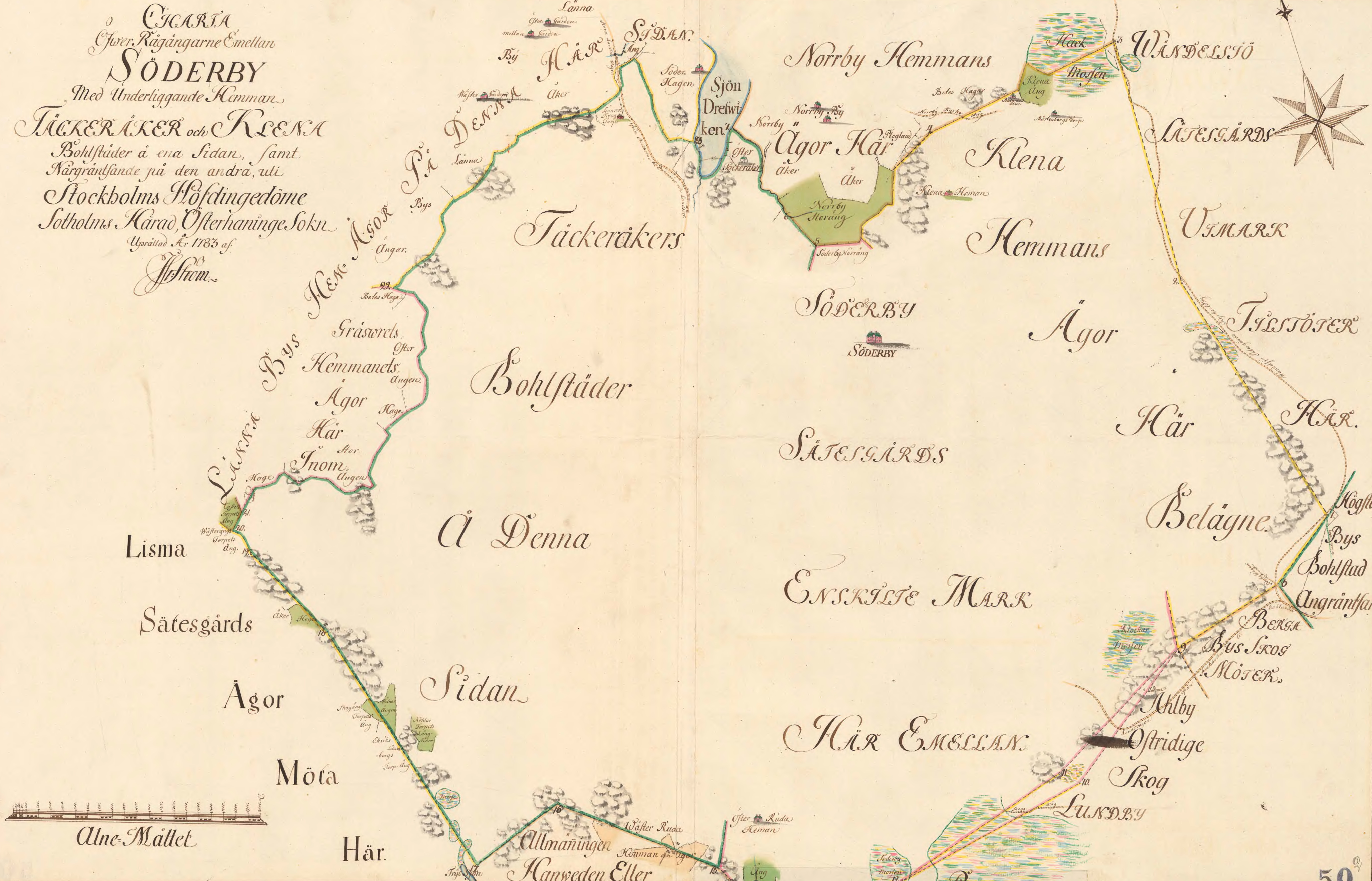
Östra och Västra Täckeråker, 1783.

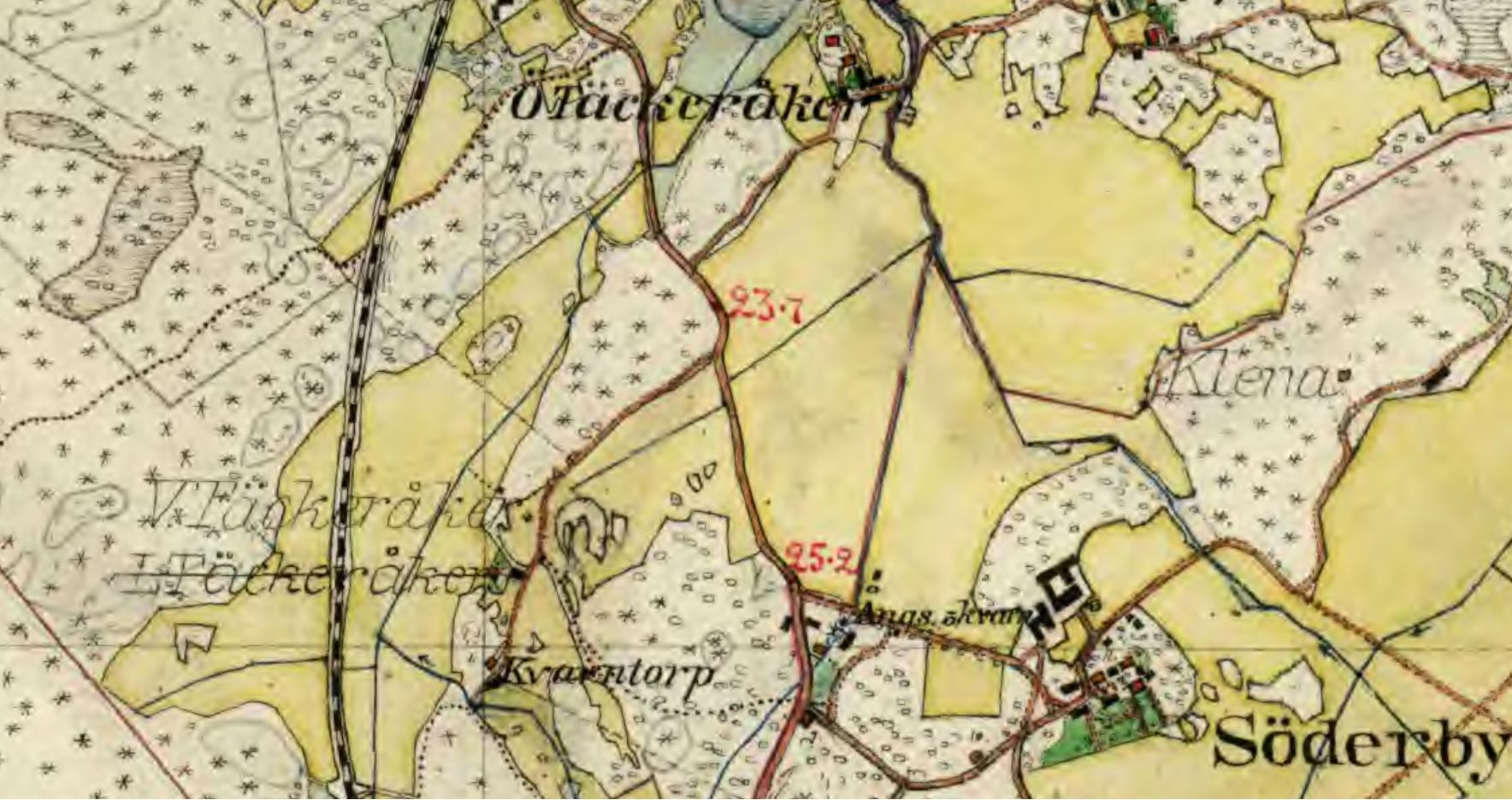
Östra och Västra Täckeråker, 1901.

Trakten är rik på fornlämningar som vittnar om tidig bosättning. Här ligger tre gravfält och enskilda gravar i relativ närhet till varandra samt flera övriga kulturhistoriska lämningar i form av exempelvis runstenar (se Södermanlands runinskrifter 271, Södermanlands runinskrifter 272 och Södermanlands runinskrifter 268).
Täckeråker omtalas år 1473 första gången i skrift då det nämns en Anders i taekkeråker. Förleden ”täcker” torde vara det fornsvenska adjektivet thaekk som betyder ”täck, behaglig”. Täckeråker bestod under 1400- och 1500-talen av två skattehemman som sedermera kom att kallas Östra respektive Västra Täckeråker. På en avmätningskarta från 1638 framgår tre bebyggelselägen, markerade med A1, A2 och 3 (utan bokstav). 
A1 beskrivs som ett skattehemman motsvarande det södra gårdsläget, sedermera kallat Västra Täckeråker. Gårdens huvudbebyggelse låg norr om nuvarande småhusområdet Kvarntorp. A2 omnämns som frälsehemman och motsvarar Östra Täckeråker vid Jutskären, Drevvikens sydligaste vik, i nuvarande Norrby. Nummer 3 låg strax norr om Västra Täckeråker, och beskrivs som utjord till frälsehemmanet A2. Platsen symboliseras av ett litet hus. På kartan framgår även Täckeråkers kvarn markerad med vattenhjul och intilliggande kvarnstuga, sedermera känt som Kvarntorp. Diagonalt över kartbilden sträcker sig Kvarntorpsån, det vattendrag som avvattnar Dammträsk till Drevviken och som nyttjades som kraftkälla för Täckeråkers vattenkvarn. 
Under hela 1700-talet lydde både Västra och Östra Täckeråker under Söderby gård. Exakt när Täckeråker lades under Söderby är dock oklart. Gårdarna i Täckeråker finns redovisade på en karta över Söderby från 1648, som då nyligen hade blivit ett säteri. Möjligen var det i samband med denna omvandling som Täckeråker flyttades från att ligga under Vendelsö gård till Söderby. En annan hypotes är att det skedde redan 1596, när Kristina Larsdotter von Köllen på Täckeråker ingick äktenskap med Jöns Danielsson Svinhufvud på Söderby, eller 1613 när Kristina ska ha sålt det till deras son Göran.

### Östra Täckeråker
- Koordinater: 59°11′29.5″N 18°8′59.3″Ö / 59.191528°N 18.149806°Ö

Östra Täckeråker ägdes 1571 av Nils Larsson, som då sålde gården till Karl Nilsson. Från 1616 fram till 1600-talets slut ägdes Östra Täckeråker av släkten Bielkenstierna. Därefter drogs gården in till kronan som sålde den till släkten Falkenberg, dåvarande ägare av godset Sandemar. Under tidigt 1700-tal såldes gården, tillsammans med Söderby gård, vidare till Gabriel Stierncrona. Östra Täckeråker blev vid 1700-talets slut ett torp under Söderby och var det fram till 1860. Brukare omtalades därefter som "ägare", och 1917 avstyckades gården från Söderby. 
Nuvarande Östra Täckeråkers gård ligger vid Gamla Norrbyvägen i en sluttning ner mot Drevviken. Omgivningen består av öppen ängsvegetation. Förutom huvudbyggnaden finns även ett mindre bostadshus, gårdens jordkällare samt ekonomibyggnader, några av dem förfallna 2021. Det gamla odlingslandskapet utgörs i söder av Norrby gärde som i sin västra del genomkorsas av motorvägen riksväg 73 och den nyanlagda trafikplatsen Vega. Gården har enligt kommunen inte något större kulturhistoriskt värde. Östra Täckeråkers gamla gårdstomt ligger mellan huvudbyggnaden och gårdens ekonomibyggnader (fornlämning Österhaninge 262:1).
Trakten står under stor omvandling. Enligt gällande detaljplan från 1990-talet avsattes området för arbetsplatser och allt utom gårdens huvudbyggnad skulle försvinna. Inget utfördes dock. I ett nytt detaljplaneprogram för Norrby från 2007 föreslog kommunen en förändring av markanvändningen till bostäder. Gårdens mark ägs av JM.

### Västra Täckeråker
- Koordinater: 59°11′3.4″N 18°8′19.4″Ö / 59.184278°N 18.138722°Ö

Även Västra Täckeråker omnämns som torp, dock under en tidigare period, mellan 1720 och 1794. På Häradsekonomiska kartan finns ”Lilla Täckaråker” som alternativt gårdsnamn. Gården avstyckades från Söderby 1920 och redovisas på Ekonomiska kartan från 1951 som huvudbyggnad med några ekonomibyggnader på båda sidor om landsvägen. 1980 revs bebyggelsen, ett vagnslider brändes ner av brandkåren i samband med rivningen. Marken brukades ungefär 20 år längre. 
Platsen förändrades helt när Vega allé anlades och kommundelen Vegas nya bebyggelse började uppföras 2016. Västra Täckeråkers byggnader låg ungefär där Nakterhusskolan öppnade sina lokaler i augusti 2020. Idag påminner bara Västra Täckåkers väg i norra delen av småhusområdet Kvarntorp om gården.

## Arkeologiska undersökningar

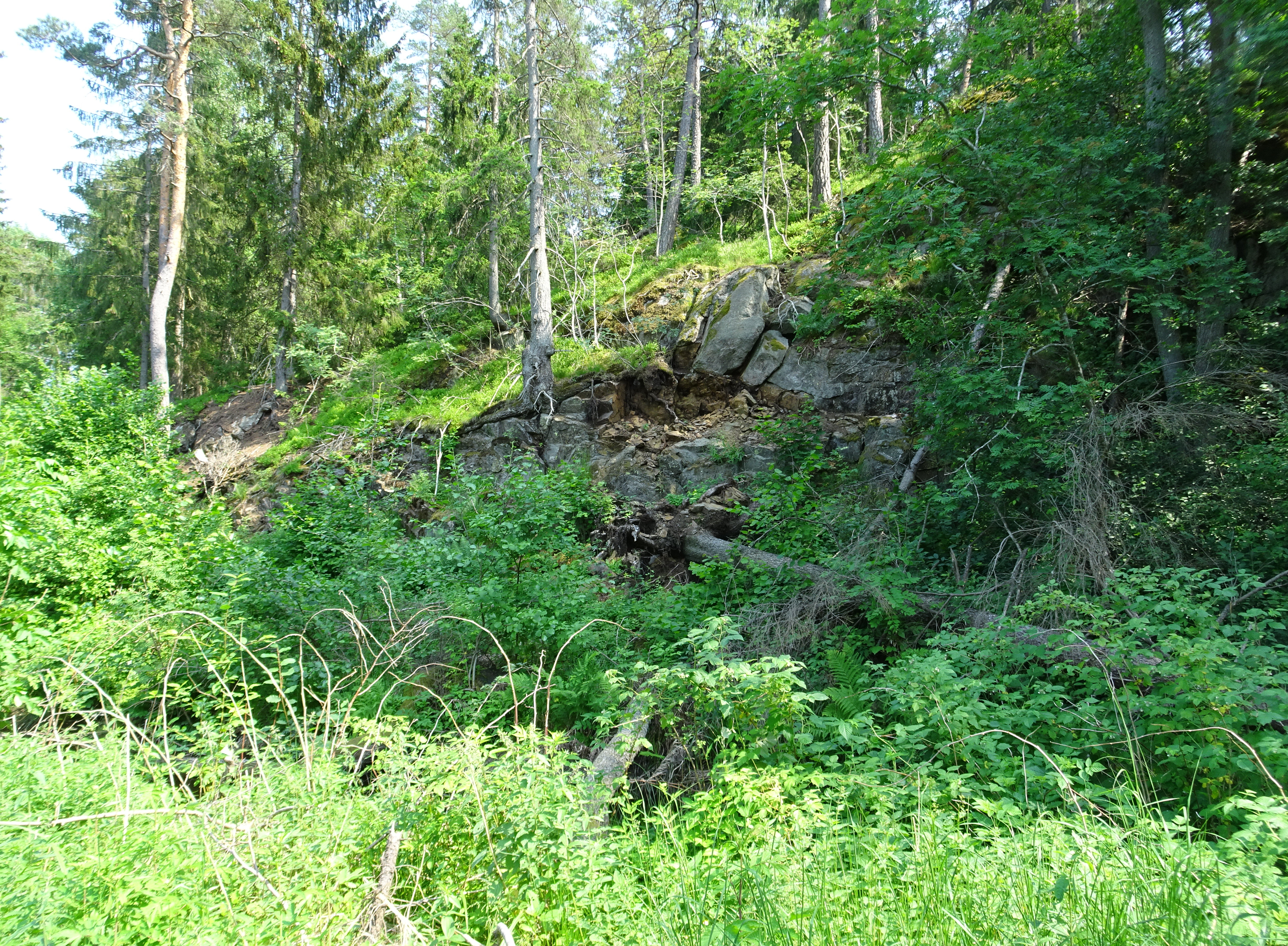
Jutskären vid Drevviken. Plats för en sammandrabbning mellan lokala bönder och danska soldater?

Inför byggstart 2016 genomfördes här arkeologiska undersökningar åren 2008 och 2014. Inga byggnader efter Västra Täckeråker stod kvar vid undersökningstillfället. Fruktträd, en syrenberså och en jordkällare noterades vara rester efter senare bebyggelse.
Vid ”det norra gårdsläget”, motsvarande Östra Täckeråkers utjord (nr 3 på kartan från 1638), påträffades kol, bränd lera och rester efter en stenmur. Fyndmaterialet var mycket omfattande och bestod av bland annat keramik, glas, kritpipor, mynt, järn-, brons- och blyföremål samt en del från en värja. Ett oväntat fynd var en del av en människoskalle daterad till 1400-tal. 
En hypotes är att skallen härrör från en person som omkommit vid en sammandrabbning mellan lokala bönder och danska soldater, som enligt en lokal tradition skall ha ägt rum i närområdet under unionstiden på försommaren 1518. Stora delar av den danska styrkan skall ha dödats, och sedan dess kallas den inskärning som Drevviken gör strax väster om Östra Täckeråker för Jutskåran eller Jutskären (jute = dansk).
Området utgörs av en brant ravin och ett våtmarksområde där Kvarntorpsån har sitt utlopp i Drevviken. Enligt en arkeologisk undersökning år 2017 var drabbningen förmodligen inte mer än en skärmytsling än ett stort slag och inga fynd eller lämningar som kunde knytas till slaget vid Jutskåran påträffades.

## Bilder

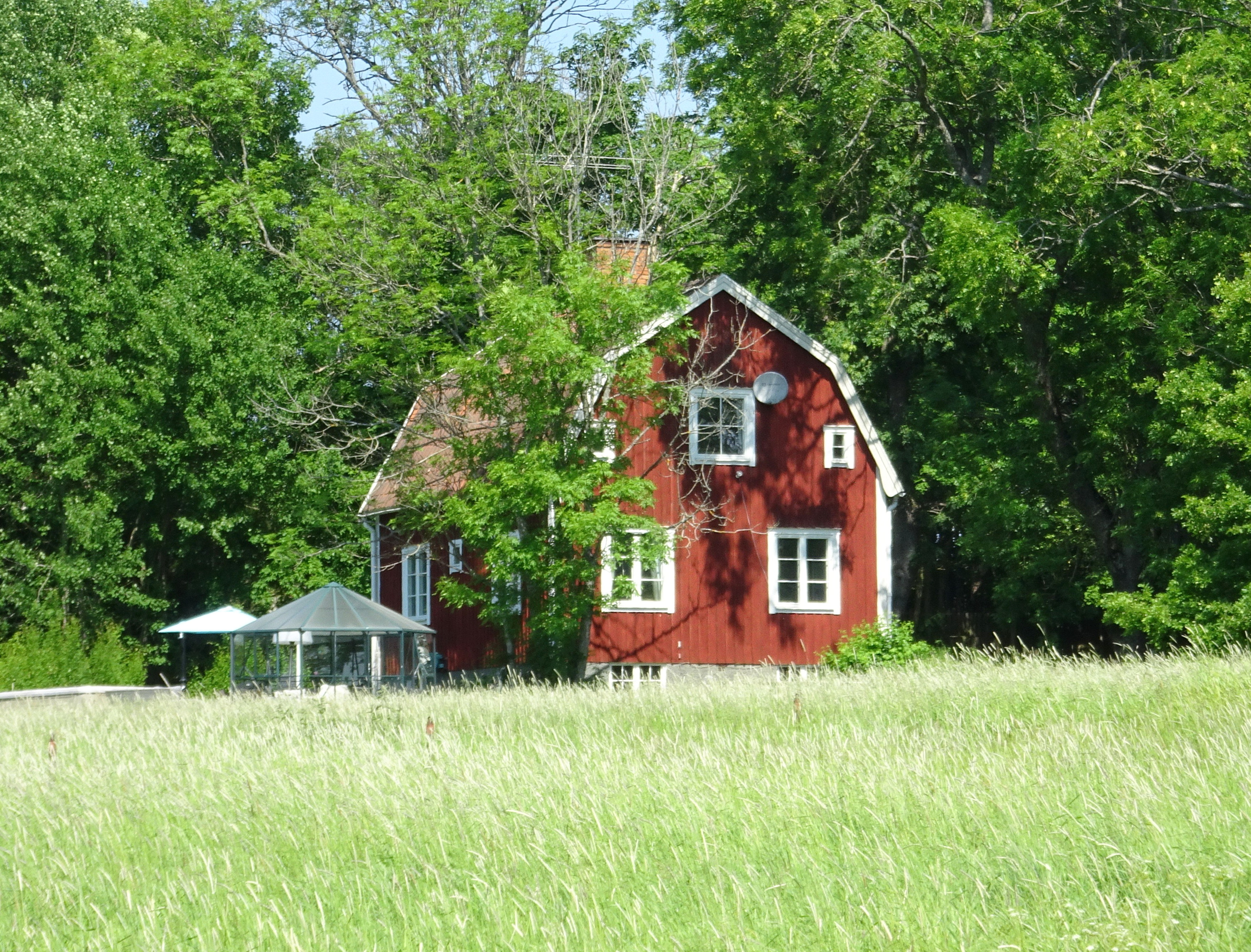
Östra Täckeråker (lilla bostadshuset).
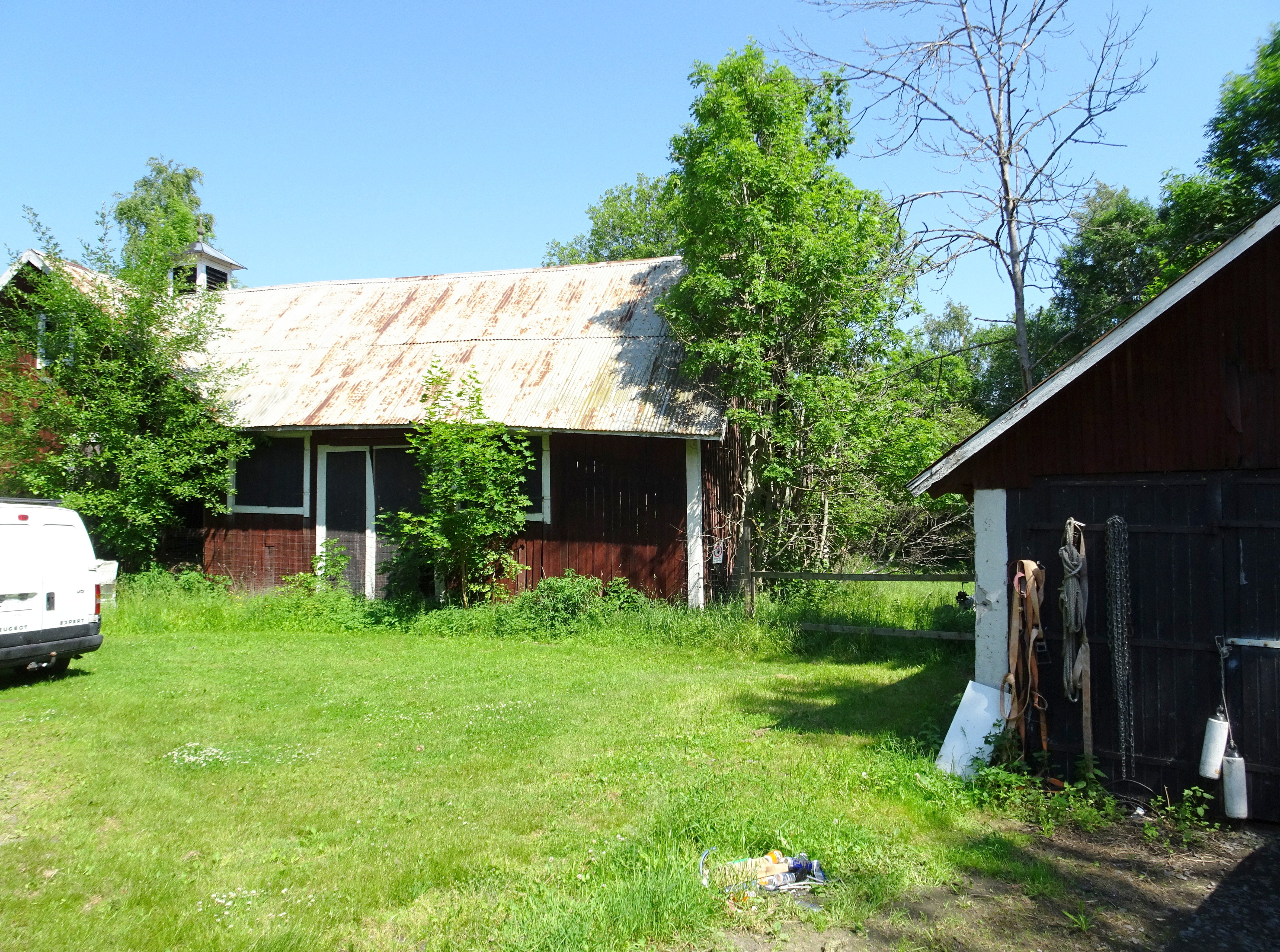
Östra Täckeråker (ekonomibyggnader).
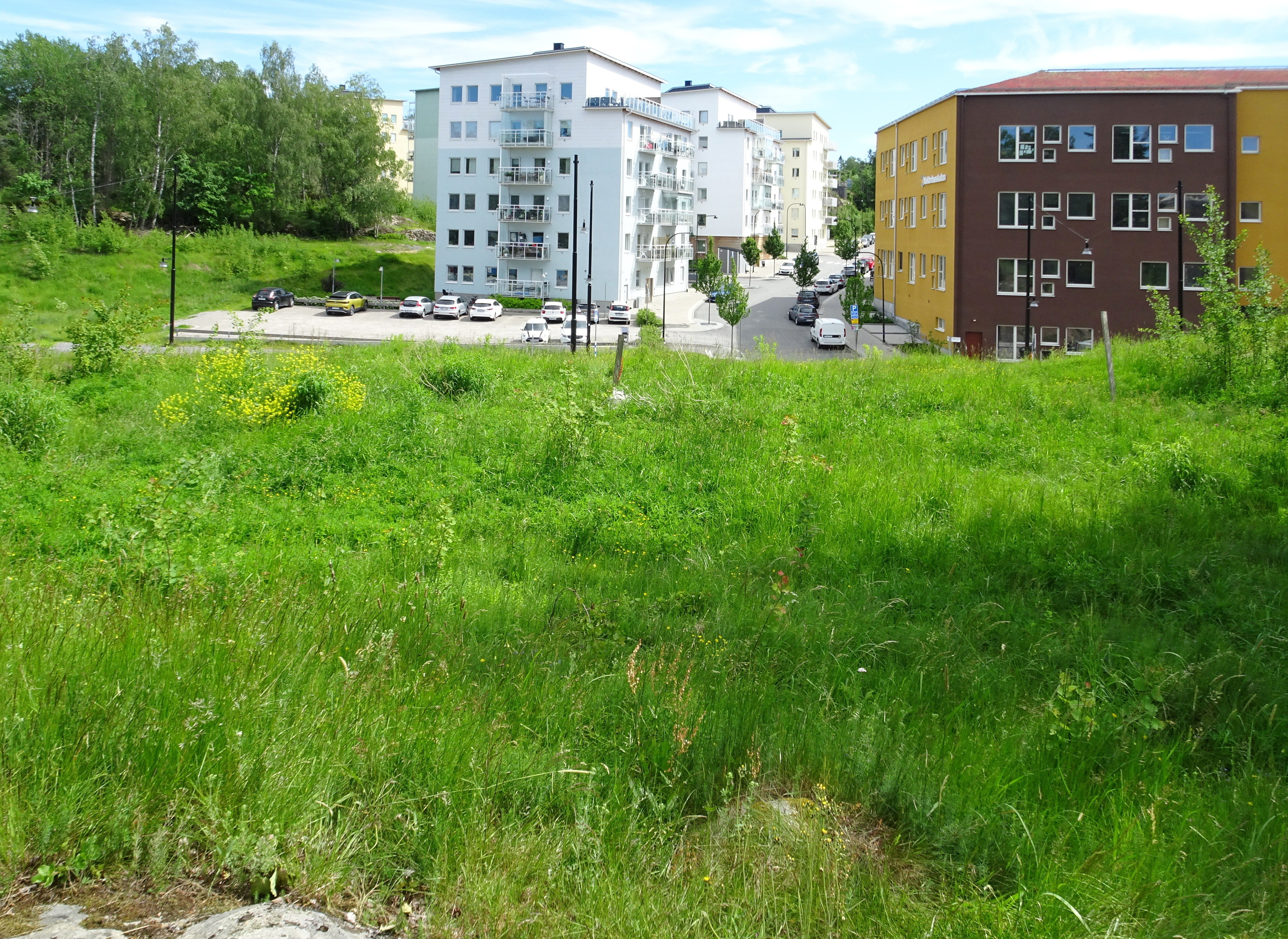
Västra Täckeråkers gamla tomtplats, med Nakterhusskolan i bakgrunden.
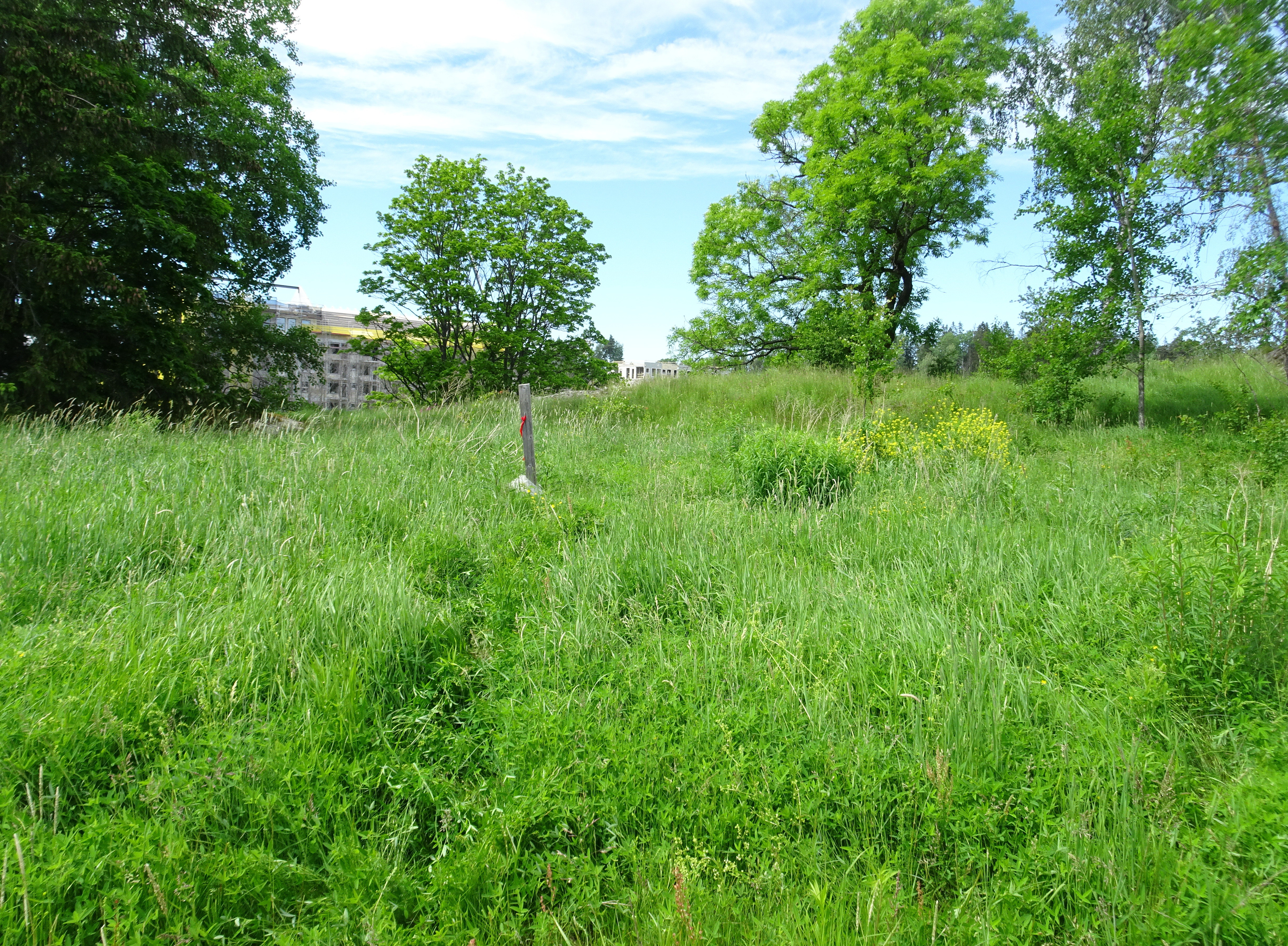
Utjordens gamla tomtplats (vy mot norr).

## Gårdar och torp under Täckeråker
- Hermanstorp
- Kvarntorp
- Mellanberg